# Namiarki
Namiarki – część wsi Bobrowniki w Polsce, położona w województwie śląskim, w powiecie będzińskim, w gminie Bobrowniki.
W latach 1975–1998 Namiarki administracyjnie należały do województwa katowickiego.
W latach 1277–1310 jako przysiółek Brzozowic pod nazwą Odol.